# 信濃電気
信濃電気株式会社（しなのでんき かぶしきがいしゃ、旧字体：信濃電氣株式會社󠄁）は、明治後期から昭和戦前期にかけて存在した日本の電力会社である。長野県北信・東信地方に供給を広げた電力会社の一つで、上高井郡須坂町（現・須坂市）に本社を置いた。
設立・開業は1903年（明治36年）。信濃川水系・関川水系の河川に水力発電所を建設し、長野市内の一部を含む北信地方の過半と上田市を中心とする東信地方上田地域に電気を供給した。化学工業事業にも関わり、明治期からカーバイド事業を兼営し、昭和期にはそれを独立させた信越窒素肥料（現・信越化学工業）を傘下に持った。
1930年（昭和5年）に北信・東信地方のもう一つの主力電力会社である長野電灯の傘下に組み込まれ、1937年（昭和12年）に同社と合併して長野電気となった。

## 概要

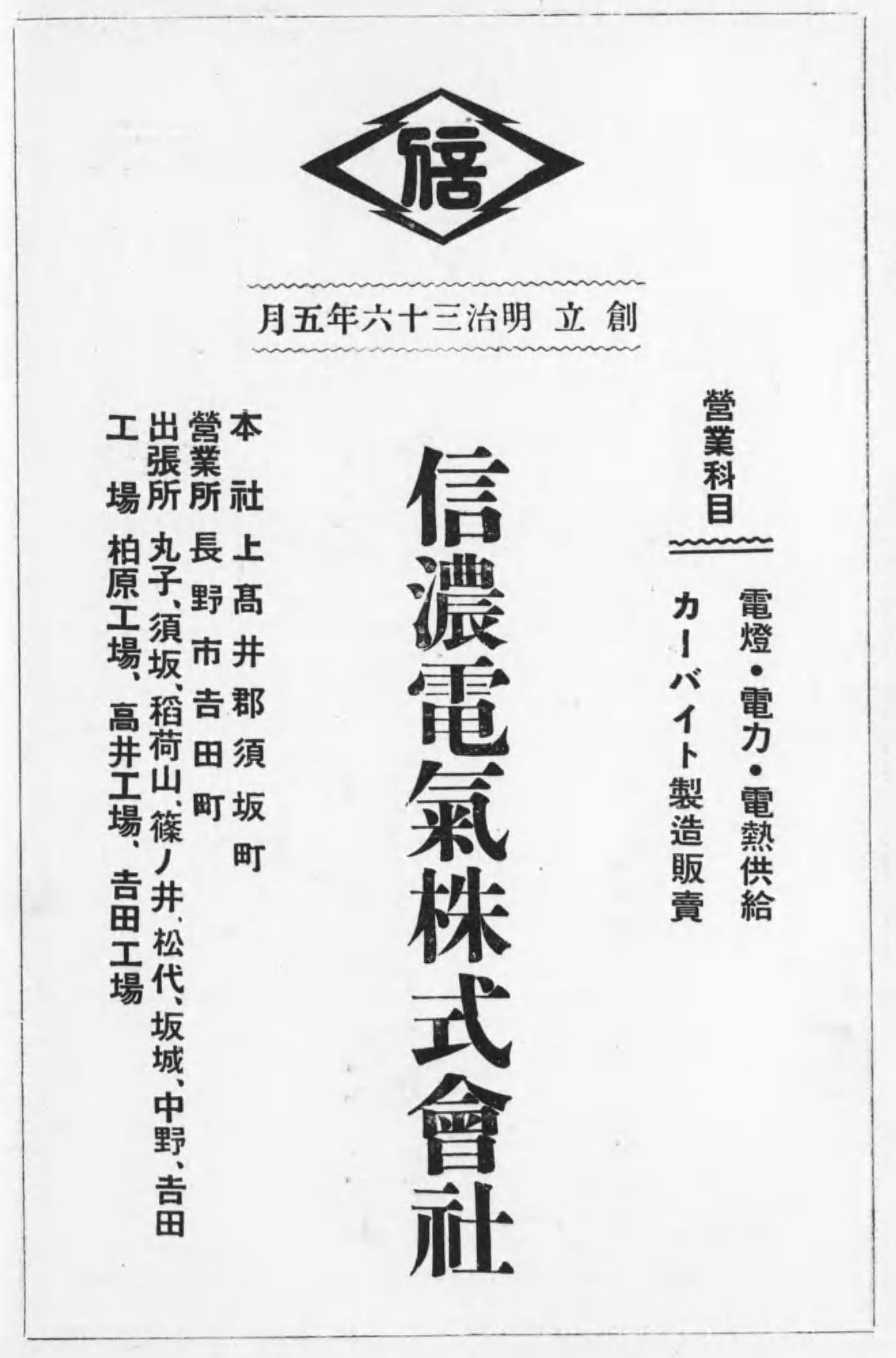
信濃電気の広告（1928年）

信濃電気株式会社は、1903年（明治36年）から1937年（昭和12年）までの34年間にわたり長野県北信地方の上高井郡須坂町（1954年市制施行で現・須坂市）に存在した電力会社である。長野市を本拠とした長野電灯と並ぶ北信地方の主要電力会社で、北信・東信地方における供給を同社と二分した。
県内最初の電気事業者である長野電灯に遅れること5年、信濃電気は1903年5月須坂に設立された。同年12月に開業し、須坂を中心に徐々に供給区域を拡大していく。その後の20年間で、長野県北部の北信地方では現在の長野市・須坂市・中野市・千曲市・小布施町・山ノ内町・飯綱町・信濃町・坂城町などにあたる地域を供給区域に収めた。長野市中心部に供給する長野電灯とは当初競合関係にあったが、1910年（明治43年）以降は協調に転じ電力需給関係が生じた。翌1911年（明治44年）、信濃電気は上田市にあった上田電灯を合併し東信地方の上田地域へと進出。最終的に上田地域の大部分を供給区域に加えた。
電源は水力発電所を主力とした。発電所は北信・東信地方を縦貫する信濃川（千曲川）の支流にあたる河川か、県北部の新潟県境を流れる関川とその支流に構えた。総出力は3万キロワット超で、その3分の2は1920年代後半に集中して開発された。発電所数は信濃川水系の方が多いが、大型発電所は関川水系に多い。これらの発電力は管内の電力需要に比して過大なため、その消化手段として開業初期からカーバイド工業すなわち電力による炭化カルシウム製造を自社で兼営した。1926年（大正15年）にはカーバイド事業拡張のため専業大手の日本窒素肥料（後のチッソ）との共同出資によって信越窒素肥料（1940年に信越化学工業へ社名変更）を設立。翌年に同社が新潟県直江津に新工場を完成させると信濃電気は自社カーバイド製造を打ち切るが、それと引き換えに信越窒素肥料に対する大量の電力供給を開始した。
社長は須坂で製糸業を営む越寿三郎が設立時から長年務めたが、越は1930年（昭和5年）に持株を手放して信濃電気・信越窒素肥料両社の経営から離れた。両社を託されたのが長野電灯経営者の小坂順造であり、これを機に信濃電気は長野電灯の傘下に入った。これに前後して昭和恐慌の影響で業績が悪化するが数年で回復。業績回復を待って1937年（昭和12年）に信濃電気と長野電灯の合併が決定される。同年3月、両社は新設合併によって新会社・長野電気を設立し解散した。後身にあたる長野電気は短命で、5年後の1942年（昭和17年）に戦時下の電力国家管理によって国策会社日本発送電および中部配電に設備を出資して消滅した。その後の再編により旧信濃電気の供給区域はおおむね中部電力に引き継がれ、発電所は信濃川水系分が中部電力、関川水系分が東北電力へと移管されている。

## 沿革

### 会社設立

須坂の臥竜公園にある越寿三郎の胸像

東京電灯が日本で最初の電気供給事業を開業してから2年が経った1889年（明治22年）、愛知県名古屋市に名古屋電灯（東邦電力の前身）が開業し、中部地方においても電気事業の歴史が始まった。中部地方では5年後の1894年（明治27年）から名古屋以外の都市にも電気事業が開業していくが、東海地方側が先行し、長野県にまで普及するには時間を要した。
長野県下のうち県庁所在地長野市における電気事業起業の動きは、1894年ごろ、戸倉温泉の開祖でもある坂井量之助によって始められた。坂井は信濃川水系裾花川における水力発電所建設を目指し起業準備を進めたが、会社設立には至らず、小坂善之助を中心とする長野電灯発起人らがこれを引き継いだ。長野電灯は翌1897年（明治30年）に発足、1898年（明治31年）5月11日、長野県で最初の電気事業者として開業に至った。これ以降、長野県では1902年（明治35年）にかけて松本電灯（東筑摩郡松本町）・飯田電灯（下伊那郡飯田町）・諏訪電気（諏訪郡上諏訪町）・上田電灯（小県郡上田町）の順で新たに電気事業が開業していく。こうした流れの中の1903年（明治36年）4月28日、信濃電気株式会社が事業許可を取得した。
事業許可から半月後の1903年5月12日、信濃電気は長野市の東方、信濃川（千曲川）東岸にあたる上高井郡須坂町（現・須坂市須坂）に設立された。社名については須坂の野辺地区に残された工事関係の保証書（1902年9月付）に「須坂電灯合資会社発起人惣代越寿三郎」という表記があることから、当初計画の段階では「須坂電灯」を予定していた模様である。信濃電気の発起人は以下の7名からなる。
- 越寿三郎 - 上高井郡須坂町、生糸製造[11]
- 中沢吉四郎 - 上高井郡須坂町、生糸製造[11]
- 牧新七 - 上高井郡須坂町、生糸製造兼呉服太物商[11]、須坂銀行頭取[12]
- 持田藤治郎 - 上高井郡須坂町、生糸製造[11]、信陽銀行頭取[12]
- 西沢平八 - 下高井郡中野町、鳩慶社銀行頭取[12]
- 山田荘左衛門 - 下高井郡平野村、大地主[13]
- 飯島正治 - 更級郡中津村、第六十三銀行頭取[12]

設立時の資本金は20万円。取締役は発起人のうち越・西沢・山田・飯島と田中新十郎（須坂町）・中沢四郎三郎（長野市）・長田孝兵衛（上水内郡吉田村）の7名で、監査役を含めて役員はすべて県内北信地方の人物が占める。初代社長にはその中から越寿三郎が選ばれた。越は須坂にある製糸会社「俊明社」の社長で、当時片倉佐一・今井五介兄弟（諏訪の片倉組を経営）と並ぶ長野県下の代表的製糸家と評された人物である。

### 米子発電所建設と開業
信濃電気では、最初の発電所として信濃川水系米子川に米子発電所を建設した。発電所建設に関しては、会社設立前の1899年（明治32年）4月下旬に越寿三郎らが岡崎電灯（愛知県）の技師を招いて米子川から下流側の下水内郡飯山町（現・飯山市）にかけての範囲を調査したという記録が残る。
会社設立から半年後にあたる1903年12月29日、信濃電気は長野県下で6番目となる電気事業者として開業した。電源の米子発電所は出力120キロワット (kW) で、須坂の南東にあたる上高井郡仁礼村大字米子（現・須坂市米子）に立地。発電設備のうち水車には芝浦製作所製の200馬力水車を設置した。これは初期の日本製発電用水車の一つであり、羽根（ランナー）の設計に造船学の船体製図法が応用されているという特徴も持つ。発電機も芝浦製作所製であった。発生電力の周波数については、長野県下では50ヘルツと60ヘルツが明治期から混在するが、信濃電気では長野電灯と同様の60ヘルツを採用した。
開業当初の供給先は須坂町内とその周辺の集落であった。その後供給は須坂町の北に位置する下高井郡中野町（現・中野市）方面にも広がっていく。中野町における供給は1904年（明治37年）1月に526灯を点灯したことに始まる。早期に中野町でも点灯したのは同地の有力者西沢平八が会社の大株主であり取締役にも名を連ねることによる。この下高井郡側では「高井電灯」という別個の事業計画があったが、信濃電気が高井電灯側へ650円を交付する代わりに信濃電気による供給を認める、という内容の調停が成立していた。
信濃電気の電灯数は開業間もない1904年に2000灯を突破した。電灯供給に加えて同年中に動力用電力の供給も開始している。須坂の主力産業である製糸業において、電灯は火災の不安がない安全な照明として石油ランプを置き換え、電動力も水車動力に代わる機械動力として次第に普及していった。須坂にある製糸工場の電動化は周辺地域に先んじて進行しており、1909年（明治42年）には5工場を数えたという。

### 供給区域の拡張

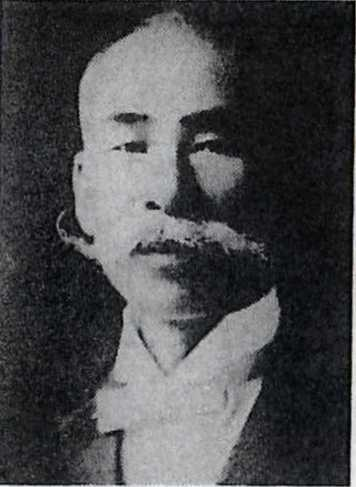
1907年より信濃電気社長を務めた小野木源次郎

信濃電気では西進して長野市方面への進出を試みるにあたり、米子発電所だけでは供給力不足であることから第二の発電所となる高沢発電所の建設に踏み切った。着工は1905年（明治38年）9月、運転開始は翌1906年（明治39年）8月10日からである。所在地は上水内郡信濃尻村大字野尻（現・信濃町野尻）で、新潟県との県境となっている関川上流部に位置する。当初の発電所出力は600 kW。発電所には電圧を14キロボルトに引き上げる昇圧変圧器が置かれ、吉田変電所（所在地：上水内郡吉田村）に降圧変圧器が置かれた。
逓信省の資料によると、高沢発電所完成後の1908年（明治41年）末時点における信濃電気の供給区域は須坂町・中野町のほか長野市近郊の上水内郡吉田村・三輪村・芹田村など、千曲川（信濃川）上流側の更級郡布施村・稲荷山町や埴科郡松代町・屋代町を含む27町村に及ぶ。加えて長野電灯区域と重複する形で長野市内一円に電力供給区域（電灯供給不可）も設定していた。大型発電所の建設を進める信濃電気の積極経営とは対照的に、長野電灯では需要増加にあわせて発電所の増設を重ねるという堅実経営の路線を進んでおり、同じ1908年末段階でも供給区域は長野市内のほかには上水内郡芋井村・安茂里村と長野駅構内（芹田村所在）に限られた。積極経営の信濃電気では長野市内進出を強めるべく1906年5月に長野市西後町へ支店を開設している。
信濃電気の電灯数は1907年（明治40年）に5000灯を超え、翌年には1万灯も超えた。さらに高沢発電所の新設を機に、その発電力を活用する新たな需要として直営で炭化カルシウム（カーバイド）事業を起こした。工場を上水内郡吉田村の信越本線吉田駅（現・しなの鉄道北長野駅）前に設置してアセチレンランプなどに使用されるカーバイドの生産を始めたのである。このカーバイド工業は日本国内においては1902年に宮城紡績電灯（宮城県）で工業的生産が始まったばかりという新興産業であった。1907年は272.5トンのカーバイドを製造したという記録が残る。カーバイド以外にも吉田工場はカーバイド炉用の黒鉛電極を自製する設備も持った。
経営面では1907年3月に30万円の増資を決議し、資本金を50万円とした。同年中の出来事としては他には社長の交代もあり、家業多忙を理由として越寿三郎が退任して元長野県警務部長の小野木源次郎が後任社長に就いた。
なお、信濃電気が高沢発電所を建設した関川では、1907年5月になって下流側（新潟県側）に新潟県高田市（現・上越市）所在の上越電気、後の中央電気によって蔵々発電所が建設された。同社は1910年9月より県境を越えて長野県下水内郡飯山町への供給を開始しており、北信地方の町の中で飯山町だけは信濃電気や長野電灯の供給区域に含まれていない。また反対に、新潟県側は上越電気の供給区域であるが、高沢発電所の対岸にあたる中頸城郡杉野沢村（現・妙高市杉野沢）に限り後に信濃電気が供給を始めた。新潟県内における信濃電気の供給区域はこの杉野沢村1村のみである。

### 上田電灯の合併
1910年（明治43年）3月になり、長野電灯との間に長野県知事などの調停によって供給区域の棲み分けに関する契約が成立した。その内容は、信濃電気は長野市内における設備・供給権を長野電灯へと売却するが、長野電灯は信濃電気から最低200 kW・最大1,000 kWの電力を購入する、というものである。協調関係の成立により信濃電気は長野市内進出を断念し、1910年5月に長野支店も廃止した。こうして長野市内への進出が不可能となった信濃電気では、県内の東信地方に販路を求めて翌1911年（明治44年）上田電灯の合併に踏み切った。この上田電灯は、先に触れた通り信濃電気よりも古い県内5番目の電気事業者にあたる。
上田電灯株式会社は、1900年（明治33年）10月14日、小県郡上田町（現・上田市）に資本金5万円で設立された。設立時の役員はほとんどが上田の人物で、南川治三郎が専務取締役を務める。上田電灯では信濃川水系神川を利用する水力発電所を小県郡神科村に建設し、1902年8月11日より上田町への電灯供給を開業した。当初の発電所は畑山発電所といい、出力は開業時60 kW、1904年4月以降は120 kW。これを電源に2000灯余りの電灯を取り付けたが、供給区域内の人家に対し約3分の1に点灯した時点で新規需要に応じられなくなったことから、神川上流側にあたる小県郡長村での新発電所建設を計画、横沢発電所として1910年11月に竣工させた。新発電所の出力は400 kWである。
上田電灯の経営陣は設立以来頻繁に交代しており、1902年の役員録では長野市の森田斐雄が社長を務める（取締役の一人に戸倉の坂井量之助）とあり、1905年時点では北佐久郡小沼村の中山禎次郎が、1907年時点では小県郡県村の小野栄左衛門が社長である。会社の資本金は最終的に20万円となった。信濃電気との合併交渉は、1911年7月に発生した土砂崩れによって横沢発電所が発電停止に陥った際に、信濃電気から派遣された技師の助力を得たことを契機として始められた。当時、上田電灯は横沢発電所完成を機に上田周辺地域へと拡大中、信濃電気は小県郡南部への進出を計画中であった。両社は8月合併仮契約調印に至り、3か月後の同年11月22日付で信濃電気は上田電灯を合併した。合併に伴う信濃電気の増資は20万円。信濃電気は合併後の29日付で上田町に支店を開設している。
上田電灯合併前の1911年4月、信濃電気では75万円の増資を決議した（ただし増資手続きの結了は合併後の1912年2月）。上田電灯合併分とをあわせて信濃電気の資本金は145万円となっている。経営面では加えて小野木源次郎が翌1912年（大正元年）12月に辞職し、翌1913年（大正2年）1月補欠取締役に丸山盛雄が選任された。1913年時点の役員録には越寿三郎が社長に戻り、新任の丸山が副社長を務めるとある。
上田電灯の合併とあわせて信濃電気の供給区域は東信地方のうち上田地域やその外縁部へと拡大した。上田地域では1911年11月より小県郡丸子村（現・上田市）や県村（現・東御市）などでの供給を始め、次いで1914年（大正3年）7月より小県郡南部の長久保新町（現・長和町）でも点灯。既存区域と上田方面の間にある埴科郡坂城町では1912年（明治45年）5月末より、同郡戸倉村（現・千曲市）では1913年11月よりそれぞれ供給を開始している。その一方、上田地域の東側にあたる東信地方佐久地域には長野電灯が進出し、北佐久郡岩村田町（現・佐久市）に佐久支社を設置して1912年12月より開業しており、信濃電気の供給区域には入っていない。

### 1910年代の発電規模拡大

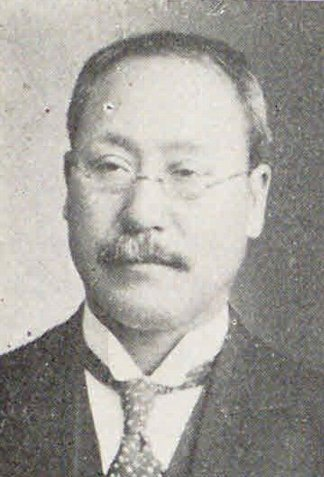
1919年頃から副社長を務めた小田切磐太郎

1910年代前半の電源増強は関川にある高沢発電所の増強によって賄われた。前述の通り高沢発電所の出力は1906年の完成当初600 kWであったが、1911年に900 kWとなり、さらに1913年に3,950 kWへと引き上げられた。増強後の高沢発電所は5台の発電機を擁する発電所となり、発電所から約22キロメートル離れた吉田変電所と約61キロメートル離れた大屋変電所（上田町に隣接する神川村に設置）へと送電する体制が整えられた。この時点での電源は水力発電所4か所・総出力4,590 kWである。
電源増強とともに供給成績も伸長し続けた。電灯数は1915年に5万灯を超え、そこから3年半後の1919年（大正8年）には10万灯に到達する。電力供給も1918年に1000馬力を超えている。電灯供給に関しては、この時期、白熱電球のうち発光部分（「フィラメント」という）に金属線を用いる金属線電球の普及がみられた。金属線電球は発光部分に炭素線を用いる旧来の炭素線電球に比べて著しく高効率・長寿命の電球であり、タングステン電球（発光部分にタングステン線を用いる電球）の場合には炭素線電球に比して約3分の1の消費電力で済むという特徴を持つ。信濃電気における金属線電球の利用は、逓信省の資料によると1913年時点では常時灯全体の1.5パーセントを占めるに過ぎなかったが、1919年時点では反対に炭素線電球が約3パーセント残るのみとなった。副業のカーバイド事業も拡大しており、1912年（明治45年）には吉田工場を拡張して生産能力を倍増し、翌年にも再増設を行った。当時、カーバイドはアセチレンランプに加えてアセチレンガス溶接・溶断という新たな需要が生じていた。
1919年4月、杉野沢発電所が新たに竣工した。高沢発電所から見て関川の約4キロメートル下流側に位置するが、高沢発電所とは異なり新潟県側（関川北岸）の中頸城郡名香山村大字関川（現・妙高市関川）に立地する。発電所出力は5,400 kWである。また杉野沢発電所建設を機に、長野県上水内郡柏原村（現・信濃町柏原）の信越本線柏原駅（現・しなの鉄道黒姫駅）隣接地に2か所目のカーバイド工場として柏原工場が同年5月に新設された。柏原工場の消費電力は最大6,000 kWで、吉田工場の4倍となる日産約36トンのカーバイド生産能力を擁する。さらに柏原工場建設に関連してカーバイド製造に用いる木炭を乾留法によって製造すべく下高井郡夜間瀬村（現・山ノ内町）に高井工場も建設された。ただし高井工場については第一次世界大戦終結による副生品の価格暴落のため短期間で休止されている。
経営面では、1917年（大正6年）4月に55万円の増資を決議し、さらに1919年4月にも200万円の増資を決議して、資本金を400万円に引き上げた。また経営陣のうち副社長に異動があり、1920年の役員録では丸山盛雄ではなく小田切磐太郎が副社長を務めるとある。

### 1920年代の発電規模拡大

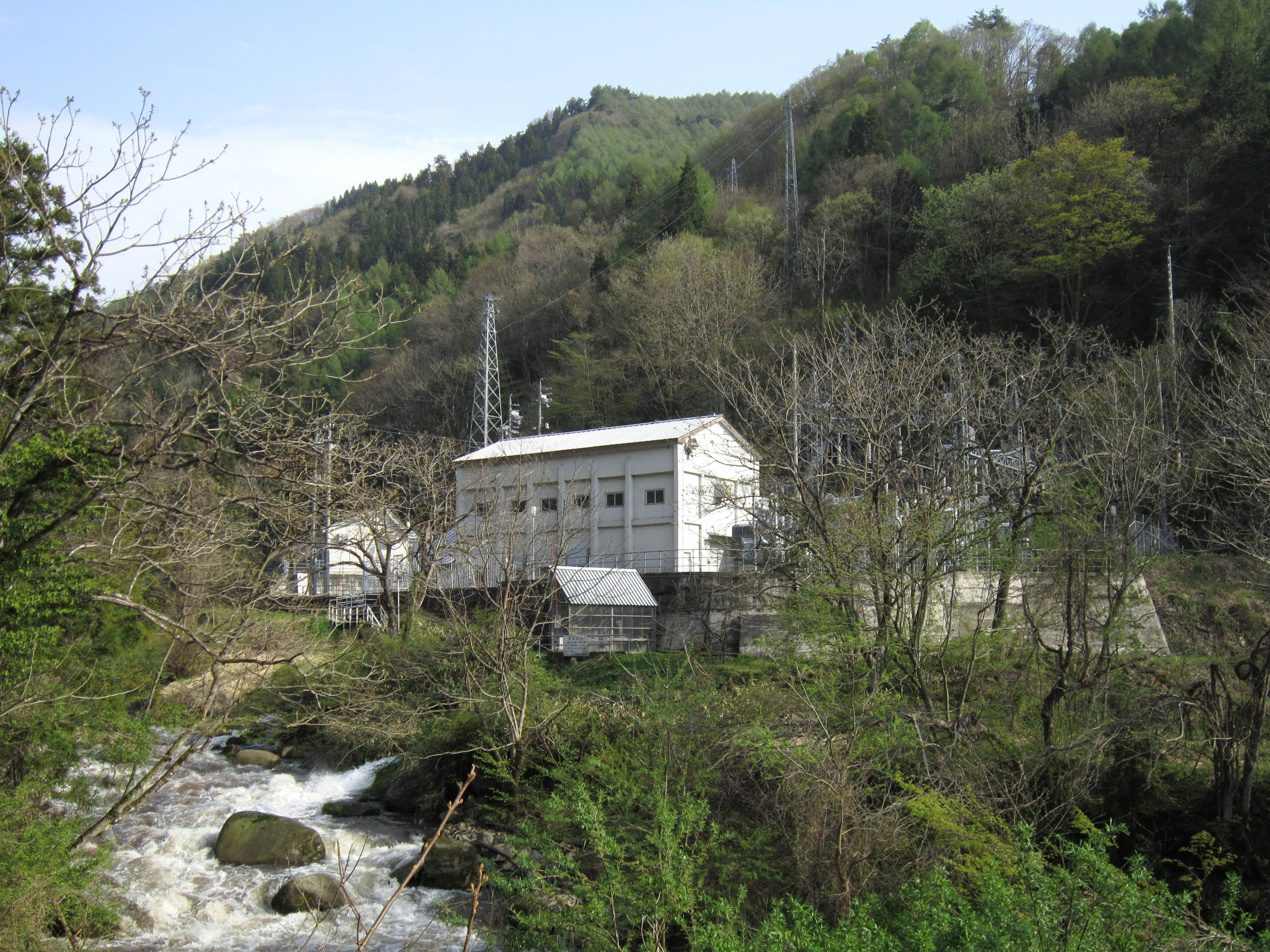
樽川発電所（2010年）

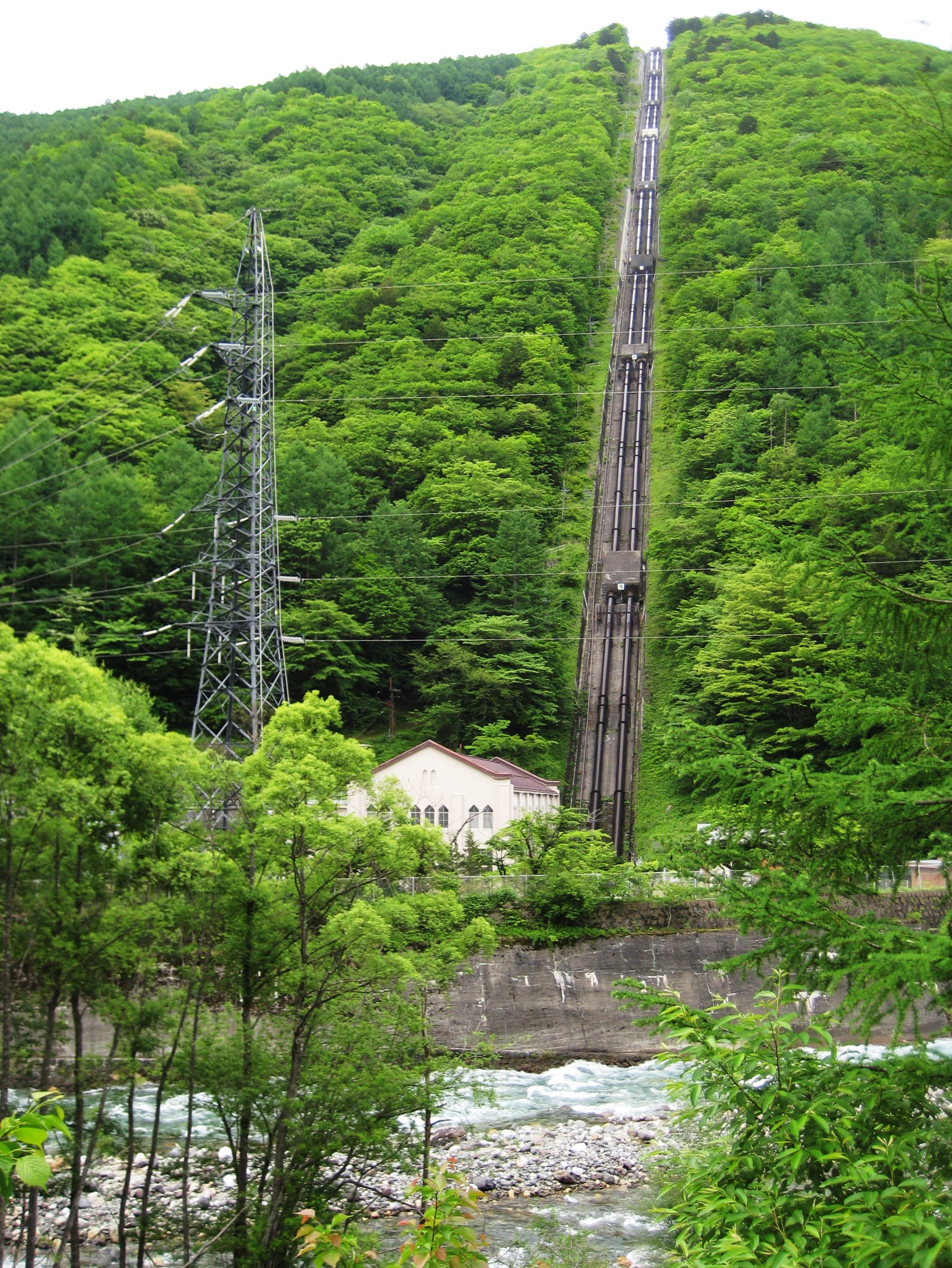
霞沢発電所（2008年）

1922年（大正11年）春、関川の高沢発電所が火災に遭った。その復旧工事はただちに着手され、年内に一部が完了、翌1923年（大正12年）4月までにすべて竣工し、焼失前より100 kW増となる出力4,050 kWの発電所として復旧された。続いて1923年8月、樽川発電所が竣工した。北信地方の下高井郡上木島村（現・木島平村）にあり、信濃川水系の樽川や支流倉下川から取水する発電所である。当初の発電所出力は960 kWに設定された。発電所新増設の一方で、開業時からの発電所である米子発電所は1923年4月に廃止された。これは米子川上流にある米子鉱山（硫黄鉱山）から流出した鉱毒によって機械の腐食が進行したためである。
1925年（大正14年）秋、長野電灯佐久支社との間で相互に電力を融通するための設備として、長野電灯側で小諸変電所（北佐久郡小諸町）の増設工事、信濃電気側で大屋・小諸間の送電線新設工事が施工された。次いで同年12月、樽川発電所に続く自社発電所として鳥居川発電所が運転を開始した。当初の発電所出力は1,000 kW。長野県北部の上水内郡柏原村にあり、信濃電気が信濃川水系鳥居川に最初に建設した発電所になる。次いで翌1926年（大正15年）12月1日付で武石電力興業から同社経営の電気事業を譲り受けた。武石電力興業は武石発電所（出力200 kW）を建設した会社で、1925年7月2日付で資本金30万円をもって小県郡丸子町大字上丸子に設立されていた。この事業統合で信濃電気へと移管された武石発電所は、小県郡武石村（現・上田市）を流れる信濃川水系武石川（依田川の支流）にあり、1926年4月に竣工した。
昭和に入った後も信濃電気は発電力を拡大していく。関川では、1927年（昭和2年）7月、高沢第一発電所に隣接する高沢第二発電所が竣工した。高沢第一発電所の上流側に取水口を設けて別個の水路にて導水し発電するもので、その出力は10,800 kWに及ぶ。関川にはさらに高沢発電所の上流側に西野発電所（出力3,000 kW）が、支流清水沢に清水沢発電所（出力400 kW）が建設された。西野発電所は1930年（昭和5年）2月に運転を開始。関川下流に発電所を持つ中央電気と共同貯水池を設けるべく共同開発した笹ヶ峰ダムから主に取水し発電する。一方の清水沢発電所は同年12月の運転開始で、清水沢に設置された調整池を活用して発電する。
信濃川水系鳥居川では、鳥居川第一発電所に続いて上流部に鳥居川第三発電所（出力2,000 kW）、その一つ下流に鳥居川第二発電所（出力2,000 kW）、そして第一発電所の下流側に鳥居川第四発電所（出力670 kW）が整備された。上流側の鳥居川第三・第二両発電所は川の最上流部に設置された古池貯水池（種池に隣接）とともに1928年（昭和3年）6月に運転を開始。下流側の鳥居川第四発電所は1930年4月より運転を始めた。加えて1928年12月には上田地域にて横沢第二発電所（出力280 kW）も新設された。同発電所は横沢第一発電所と同じく小県郡長村、信濃川水系神川に位置する。
発電所新増設の結果、信濃電気の発電力は合計33,060 kW（1931年以降）へと拡大した。これは5年前と比べ2.5倍増という水準である。さらに自社発電所とは別に、長野電灯と共同で梓川電力という電力会社を新設し、同社を通じて1928年10月に信濃川水系犀川（梓川）にて霞沢発電所を完成させた。最大出力31,100 kWという大型発電所で、南安曇郡安曇村（現・松本市安曇）に立地する。この霞沢発電所の発生電力は、信濃電気・長野電灯両社では自社消化できる需要がないことと周辺にある既設送電系統の都合から、一括して関東地方の大手電力会社である東京電灯へと売電された。

### 電力利用の多様化
前述の通り、信濃電気の電灯数は1919年に10万灯に達していたが、そこから2年半後の1921年（大正10年）には倍の20万灯に到達した。一般電力供給も同時期に3000馬力台へ到達している。電灯数についてはその後は増加率が鈍化するが、1925年3月期に25万灯へ到達する。一方の一般電力供給については引き続き増加をみせ、1927年3月末には6007馬力（約4,480 kW）を数えた。また1910年から続く長野電灯に対する電力供給は1925年3月の契約更改に際して従来の1,000 kWから1,500 kWへと供給高が引き上げられた。5年後の1930年末時点では、長野市内での長野電灯に対する供給はさらに1,000 kW増の2,500 kWとなっている。
1920年代に入ると信濃電気管内にも電気鉄道が出現した。まず1921年6月、上田地域南部（千曲川南側）の交通機関として上田温泉電軌（会社は現・上田交通）が開業する。同社に対する信濃電気の供給電力は当初200 kW、上田地域北部への路線も開通した後の1930年末時点では550 kW。次いで1924年（大正13年）3月、上田と丸子町を結ぶ丸子鉄道（1918年11月開業）が電化開業した。同社に対する供給電力は1930年末時点で300 kWである。北信地方においても1926年1月に河東鉄道（年内に長野電鉄と改称）が電化開業した。同社では電化開業にあわせて沿線にあたる信濃川水系樽川に樽川第一発電所を建設、後に樽川第二発電所も追加して、総出力1,580 kWの自社水力発電所を持った。両発電所からの送電線は信濃電気樽川発電所を起点とする送電線に合流しており、長野電鉄は形式的には信濃電気からの受電（1930年末時点では1,100 kW）を鉄道の電源とする。
1920年後半になると、信濃電気から受電し工場を操業する化学工業会社が2社相次いで出現した。一つは、元技師長・常務取締役の高橋武太郎が独立し起業した大正電気製錬所（現・信濃電気製錬）である。信濃電気からの受電による銑鉄（低リン銑鉄）製造を起業目的としたが、起業直後の第一次世界大戦終結で事業継続が困難となり、1921年12月の会社組織化と長い休眠期間を経て事業目的を転じ電気炉による研削材（溶融アルミナ・炭化ケイ素）製造を始めた。研削材の試作開始は1926年、事業本格化は1928年のことである。工場は信濃電気柏原工場の西隣（裏側）にあり、信濃電気からの供給電力は1,800 kW（1930年末時点）であった。化学工業会社のもう一つは信越窒素肥料、後の信越化学工業である。同社については後述する。
供給区域について見ると、北信地方では1923年7月より下水内郡岡山村大字一山（現・飯山市一山）で、東信地方では1924年11月より北佐久郡北御牧村（現・東御市）の郷仕川原集落でそれぞれ供給を開始した。前者は自社供給区域の北端、後者は東端にあたる。信濃電気の営業報告書によると、これ以降に供給区域へと編入された地域は存在しない。信濃電気と並ぶ北信の有力電力会社である長野電灯は、1923年に群馬県西部の電力会社西毛電気を合併し、さらに以後も事業統合を推進していくが、これに対して1920年代に信濃電気が実施した事業統合は前述の武石電力興業からの事業譲り受け1件のみである。
合併の実施はないものの合併を伴わない増資は1920年代を通じて2度あり、1922年9月に400万円、1927年4月に900万円の増資をそれぞれ決議し、資本金を1700万円とした。この資本金額は長野電灯（1928年に1600万円へ増資）よりも大きい。

### 信越窒素肥料の設立

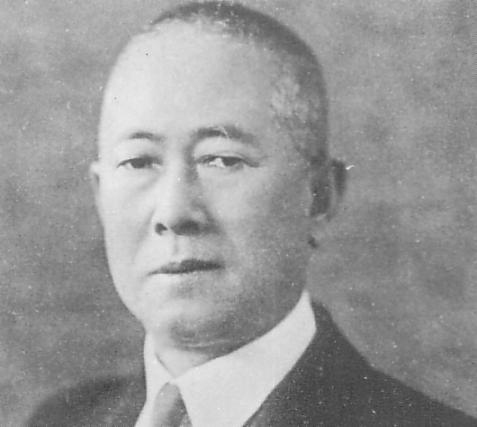
日本窒素肥料社長野口遵

先に触れた信越窒素肥料（1940年に信越化学工業へ社名変更）は、信濃電気の兼営カーバイド事業から派生し、社内最大の大口需要家となった化学工業会社である。
大正時代の大戦景気期以降、日本のカーバイド工業ではカーバイドの窒化により窒素肥料の一種石灰窒素を、またそれを原料に硫酸アンモニウム（変成硫安）を製造するという石灰窒素事業が盛んになっていた。主な石灰窒素メーカーとして九州に工場を持つ日本窒素肥料（後のチッソ）や新潟県西部の青海へ進出した電気化学工業（現・デンカ）が挙げられる。長くカーバイド専業であった信濃電気においても高沢第二発電所の建設を機にカーバイド増産とあわせた石灰窒素製造への参入を立案する。単独での石灰窒素事業には高い参入障壁が存在したが、業界大手の日本窒素肥料の協力を取り付けた。日本窒素肥料では当時ハーバー・ボッシュ法によるアンモニア合成工場を新設して合成硫安の製造に成功しており、不要となった石灰窒素法による変成硫安工場（熊本県の鏡工場）を転用する道を探っていたことから提携に至ったものである。
1926年9月16日、信濃電気と日本窒素肥料の共同出資によって信越窒素肥料株式会社が長野市大字吉田に設立された。資本金は500万円で、300万円を信濃電気、残り200万円を日本窒素肥料（うち130万円は機械設備などの現物出資で充当）が出資した。初代社長は信濃電気側から越寿三郎が就いている。工場については既設の柏原工場を利用する案なども検討されたが、新潟県側の中頸城郡直江津町（現・上越市）の日本石油直江津製油所跡地に新設すると決定された。新工場は同年11月に着工。工場建設に際しては、金融や電力を含む原料の手当てを信濃電気が、工事と完成後の操業は日本窒素肥料がそれぞれ行うという分担が取り決められた。
翌1927年10月15日、信越窒素肥料の新工場が操業を開始した。工場にはカーバイド用電気炉6基と窒化炉24基が建設されており、操業開始と同時にカーバイド、11月から石灰窒素の製造が開始された。石灰窒素の生産能力は年間2万トンに及ぶ。ただし当初計画された変成硫安製造設備の設置については、市場における合成硫安の主流化のために中止されている。信濃電気ではこの信越窒素肥料の工場に対して最大25,000 kWの電力供給を行ったが、新工場建設と引き換えに1927年3月限りで吉田工場、同年11月限りで柏原工場の操業をそれぞれ停止して自社でのカーバイド製造を終了した。停止した柏原工場については長野電気時代の1938年（昭和13年）になって大正電気製錬所へと譲渡している。
1920年代を通じて信濃電気の経営は好調で、年率15パーセント（1916年3月期から継続）という高配当を維持できた。1928年3月期決算では不況の影響で減収となり減配を余儀なくされたが、それでも年率10パーセントを超える高配当は続いた。水力発電所の建設費が廉価である上に発生電力を地元で消化できるため送電・変電設備にも多額の投資が必要ない、という立地上の利点が業績好調の背景にある。新設の信越窒素肥料についても、石灰窒素の販売で同社自身の利益を確保しつつ、可能な範囲で信濃電気に支払う電力料金を高く設定することで信濃電気の経営に寄与することが期待された。しかし相次ぐ工場新設に伴う過剰生産と輸入硫安の急増に起因する石灰窒素業界全体の不振により、早々に信越窒素肥料の経営は不振となった。

### 経営陣交代と経営不振

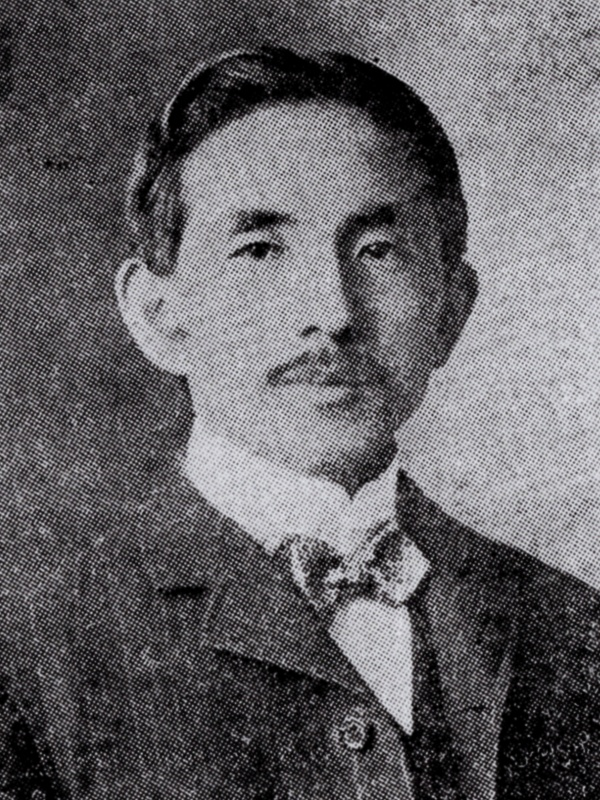
1930年より社長を務めた名取和作

1930年に発生した昭和恐慌は、長引く不況で衰退しつつあった長野県の製糸業にさらなる打撃を与えた。県内の製糸業者には倒産・休廃業が相次ぎ、養蚕農家にも影響が拡大。製糸・養蚕業の低迷をうけて1930年11月には北信・東信地方の銀行を統合して発足した信濃銀行が開業2年7か月で破綻し、金融界にも動揺が広がっていった。
製糸業界が経営難に見舞われる中、越寿三郎は本業である製糸業の不振と自身の高齢・病気のため長年にわたって関係してきた信濃電気・信越窒素肥料の経営に当れなくなったとして両社から退くと決断した。報道によると、越は1929年12月ごろ、大手電力会社東邦電力の傘下にある東邦証券保有に対し、所有する信濃電気株式約3万5000株の売却を交渉した。東邦電力による買収は一時有力案と見られたものの、両者が主張する売買価格には開きがあったという。最終的に越は長野電灯経営者の小坂順造に信濃電気・信越窒素肥料両社の経営を引き受けるよう依頼し、その了解を得た。小坂は長野電灯創業者小坂善之助の長男で、政界では衆議院議員、財界では長野電灯社長（1923年就任）などを務める人物。小坂は越の持株を高値で引き取り、越個人の苦境を救ったという。信濃電気の大株主一覧によると、1930年9月末時点では筆頭株主が長野電灯（持株数6万4010株・持株比率19パーセント）になっている。
信濃電気・信越窒素肥料両社の経営を託された小坂順造であったが、濱口内閣の拓務政務次官に在任中（1929年就任）であり、会社経営にあたれない状況にあった。そこで小坂は、親交のある長野県出身の実業家で当時富士電機製造（現・富士電機）社長在任中の名取和作に信濃電気・信越窒素肥料両社の社長就任を依頼し、その承諾を得た。1930年4月30日開催の信濃電気株主総会において、越寿三郎・越泰蔵・小林暢らが取締役から退き、名取和作・花岡俊夫・諏訪部庄左衛門（当時の長野電灯社長）らが取締役に就任。そして同日、社長名取和作・副社長小田切磐太郎・常務花岡俊夫という新経営陣が発足した。信越窒素肥料においても同年6月越寿三郎が社長を辞任し名取と交代している。
名取が社長に就任した1930年9月期の決算において、信濃電気は不況の深刻化に伴い電灯取付数が前期比1.5パーセント減となり、7月実施の電灯料金値下げと相まって大幅な減収を来して年率9パーセントへの減配を余儀なくされた。翌1931年（昭和6年）5月25日、濱口内閣の総辞職に伴い拓務政務次官の職を離れた小坂が名取に代わって社長に就いた。副社長の小田切は先立って副社長から退いており、以後社長小坂・常務花岡俊夫という布陣となっている。小坂は同時に信越窒素肥料でも社長に就き、7月には長野電灯でも社長に復帰した。小坂が社長に就任した1931年9月期には需要減退の傾向著しく、信濃電気は年率6パーセントへのさらなる減配に追い込まれた。需要回復傾向が明らかになるのはその1年半後、政府による救済事業や金融業界好転の影響が及ぶ1933年3月期のことである。同期以後、利益率も回復に向かった。
この時期、傘下の信越窒素肥料はより深刻な経営不振に見舞われており、多額の欠損金を抱え操業開始以来1度も信濃電気に電力料金を支払えない状況にあった。経営改善策として人員整理と操業短縮を繰り返したが、1931年12月、工場の一時操業停止が断行された。信越窒素肥料の工場停止は信濃電気にとっては大口需要家の喪失を意味するため、社長の小坂は信濃電気本体に与える悪影響を回避すべく工場設備をそのまま他社へ貸与するという対策を講じた。貸与先は日本曹達（合金鉄製造）・理研マグネシウム（理化学興業傘下でマグネシウム製造）・電気化学工業（石灰窒素製造）の3社である。3社への貸与によって工場の操業が順次再開されると信濃電気にも電力料金が入るようになり、その経営改善にもつながった。

### 長野電気発足とその後

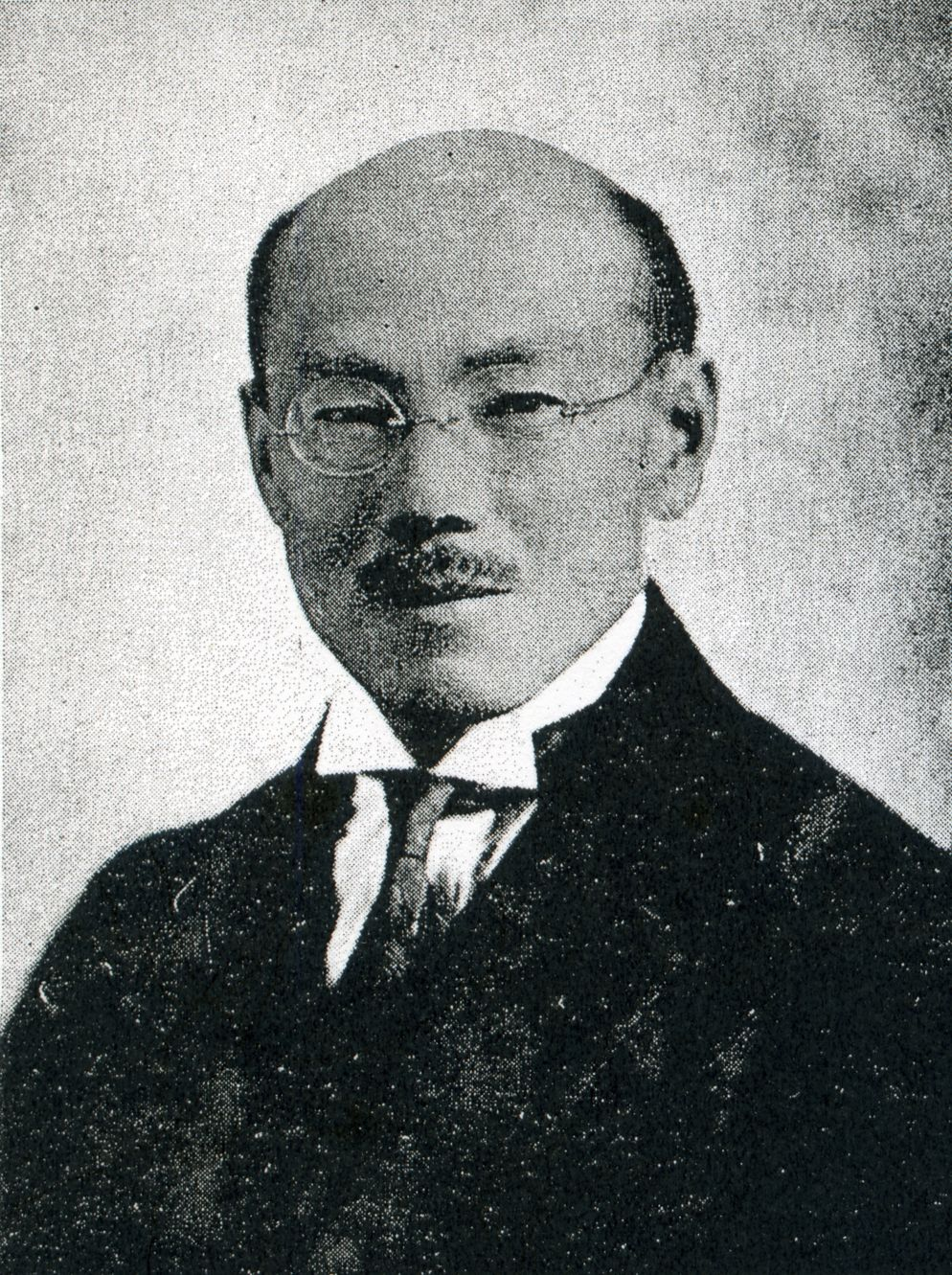
1931年より長野電灯・信濃電気・信越窒素肥料の社長を務めた小坂順造

信濃電気が資本金1700万円の会社であったのに対し、これを傘下に収めた長野電灯は資本金1600万円であった。しかし会社の規模はほぼ同等でも、1930年代前半の段階では業績・株価は信濃電気側が大きく見劣りしていた。その後信越窒素肥料の整理などで信濃電気の経営改善が進むと、同社の配当率は1935年（昭和10年）9月期決算で年率7パーセントに、次の1936年（昭和11年）3月期決算からは年率8パーセントに増配となり、年率8パーセント配当を維持する長野電灯と同水準に回復した。こうして信濃電気と長野電灯を対等の条件で合併する条件が整った。
1937年（昭和12年）1月6日、信濃電気・長野電灯両社はそれぞれ重役会を開いて新設合併による新会社「長野電気株式会社」の設立を決定した。当時の報道によると、両社の合併は過去2度浮上しながらも機運が熟さず立ち消えとなっていたが、今回は対等合併の条件が整ったことに加え監督官庁からの勧奨もあり合併が実現したという。合併決定に際し、合併によって冗費の節約に努めつつ発電・送電の統制を緊密なものとして会社の基礎を固め、需要家のためのサービス改善を目指す、という合併目的が両社から発表された。同年1月22日、信濃電気は臨時株主総会、長野電灯は定時株主総会をそれぞれ開催し、長野電気の設立とそれに伴う自社の解散を決議する。両社の合併は同年3月23日付で逓信省より認可が下りる。そして3月31日に新会社・長野電気の創立総会が開かれ、同日をもって信濃電気・長野電灯両社は解散した。
解散前、1936年9月末時点における信濃電気の供給成績は、電灯需要家数10万2422戸・取付灯数29万3934灯、一般電力需要家1817戸・一般電力供給8049馬力（約6,002 kW）、電熱需要家518戸・電熱供給1,170 kW、他社供給契約36,450 kWであった。大口需要家である信越窒素肥料への供給は特殊電力32,000 kW（1936年末時点）に及ぶ。一方で、1936年末時点の逓信省資料によると電源は自社水力発電所14か所・総出力33,060 kWと長野電灯からの受電2,502 kW（ほかに相互融通3,000 kW）、長野電鉄からの受電1,570 kWからなる。
長野電気の発足に前後して、旧信濃電気傘下の信越窒素肥料では大がかりな整理が実施された。まず提携相手であった日本窒素肥料が信越窒素肥料からの撤退を決定したことから、1937年3月に日本窒素肥料の持株4万株・200万円分を信越窒素肥料で買い入れて消却した。次いで旧信濃電気の持株6万株・300万円分についても5分の1に減資しつつ、長野電気の全額出資による370万円の増資も実施して、資本金を430万円に改めた。減資と増資によって得た資金は、工場貸与期間の満了に伴う操業再開に備えて累積損失の解消や借入金の全額返済に充てられた。こうした処理ののち、信越窒素肥料は1937年10月1日より自社操業の再開に漕ぎつけた。日中戦争勃発に伴う軍需景気を背に再開後の経営は順調で、翌1938年5月期の決算で初配当を達成している。1940年（昭和15年）には信越窒素肥料から信越化学工業へと社名を改めた。
1940年代に入ると、日中戦争の長期化に伴って電力の国家管理を強化する動きが強められていき、既存の電気事業者を国策会社日本発送電および地域別の国策配電会社へと再編することが決まった。1937年に発足したばかりの長野電気もその再編対象事業者に含まれており、1941年（昭和16年）10月と翌1942年（昭和17年）4月に分けて一部設備が日本発送電へと出資される。残部は1942年4月に長野県を配電区域に含む中部配電へと吸収され、同年5月に長野電気は解散した。

## 年表
- 1903年（明治36年）
  - 4月28日 - 信濃電気に対し逓信省から電気事業経営許可[8]。
  - 5月12日 - 信濃電気株式会社設立[1]。資本金20万円、本店所在地長野県上高井郡須坂町757番地[1]。
  - 12月29日 - 米子発電所完成に伴い開業[8][16]。
- 1904年（明治37年）
  - 2月10日 - 上高井郡須坂町178番地1へ本店移転（登記日）[111]
- 1906年（明治39年）
  - 5月5日 - 長野市西後町に支店設置[33]。
  - 8月10日 - 高沢第一発電所運転開始[27]。
- 1907年（明治40年）
  - 3月18日 - 30万円の増資を決議[35]。
- 1910年（明治43年）
  - 5月13日 - 長野支店廃止[39]。
- 1911年（明治44年）
  - 4月28日 - 75万円の増資を決議[49]。
  - 11月22日 - 上田電灯を合併[47]、資本金145万円となる[10]。
- 1912年（明治45年）
  - 4月28日 - 上高井郡須坂町505番地へ本店移転[112]。
  - 11月29日 - 小県郡上田町に支店設置[48]。
- 1917年（大正6年）
  - 4月28日 - 55万円の増資を決議[66]。
- 1919年（大正8年）
  - 4月4日 - 200万円の増資を決議[67]。
  - 4月 - 杉野沢発電所竣工[63]。
  - 5月 - カーバイド製造の柏原工場が竣工[10]。
- 1922年（大正11年）
  - 9月25日 - 400万円の増資を決議[91]。
- 1923年（大正12年）
  - 4月14日 - 米沢発電所廃止許可[69]。
  - 8月14日 - 樽川発電所運転開始[69]。
- 1925年（大正14年）
  - 12月28日 - 鳥居川第一発電所運転開始[71]。
- 1926年（大正15年）
  - 1月29日 - 長野電鉄からの受電を開始[113]。
  - 9月16日 - 日本窒素肥料との共同出資により信越窒素肥料（現・信越化学工業）を設立[94]。
  - 12月1日 - 武石電力興業から電気事業を譲り受ける[72]。
- 1927年（昭和2年）
  - 4月28日 - 900万円の増資を決議[92]、資本金1700万円となる[4]。
  - 7月23日 - 高沢第二発電所運転開始[114]。
  - 10月15日 - 信越窒素肥料直江津工場が操業開始[94]。
- 1928年（昭和3年）
  - 6月1日 - 鳥居川第二発電所・鳥居川第三発電所運転開始[76]。
  - 12月7日 - 横沢第二発電所運転開始[78]。
- 1930年（昭和5年）
  - 2月8日 - 西野発電所運転開始[74]。
  - 4月3日 - 鳥居川第四発電所運転開始[77]。
  - 4月30日 - 越寿三郎に代わり名取和作が社長就任[77]。
  - 12月2日 - 清水沢発電所運転開始[75]。
- 1931年（昭和6年）
  - 5月25日 - 名取和作に代わり小坂順造が社長就任[101]。
- 1937年（昭和12年）
  - 1月22日 - 株主総会にて長野電灯との合併を決議[105]。
  - 3月23日 - 逓信省より合併認可[106]。
  - 3月31日 - 信濃電気・長野電灯の合併により新会社・長野電気を設立[106]。信濃電気・長野電灯両社は解散[2]。

## 本社・支店・出張所その他所在地
1937年（昭和12年）3月時点での本社・支店・出張所・営業所の所在地は以下の通り。いずれも長野県内にある。
- 本社 ： 上高井郡須坂町505番地（現・須坂市須坂）
- 支店 ： 上田市鷹匠町（現・上田市中央）
- 出張所 ：
  - 須坂出張所 ： 上高井郡須坂町（現・須坂市）
  - 中野出張所 ： 下高井郡中野町（現・中野市）
  - 篠ノ井出張所 ： 更級郡篠ノ井町（現・長野市）
  - 稲荷山出張所 ： 更級郡稲荷山町（現・千曲市）
  - 坂城出張所 ： 埴科郡坂城町
  - 丸子出張所 ： 小県郡丸子町（現・上田市）
- 営業所 ： 長野市吉田

長野市吉田868番地の吉田営業所は1925年（大正14年）5月の設置。長野電気時代には同地に本社が置かれ、同社の解散後も中部配電長野支店、次いで中部電力長野支店として1958年（昭和33年）まで活用された。

## 供給区域

### 1911年時点の区域一覧
上田電灯合併直後にあたる1911年（明治44年）末時点の供給区域は以下の通り。すべて長野県内で、未開業の地域も含む。
| 上高井郡 （1町4村） | 須坂町・日滝村・豊丘村・仁礼村（現・須坂市）、 小布施村（現・小布施町）                                                                                        |
| 下高井郡 （1町3村） | 中野町・平野村（現・中野市）、 平穏村・穂波村（現・山ノ内町）                                                                                                  |
| 上水内郡 （14村）   | 芹田村・三輪村・吉田村・朝陽村・柳原村・長沼村・若槻村・神郷村・鳥居村（現・長野市）、 中郷村（現・飯綱町）、 古間村・富士里村・柏原村・信濃尻村（現・信濃町） |
| 更級郡 （1町11村）  | 青木島村・稲里村・笹井村・今里村・中津村・御厨村・布施村・栄村・東福寺村・塩崎村（現・長野市）、 稲荷山町・八幡村（現・千曲市）                                |
| 埴科郡 （3町8村）   | 松代町・東条村・西条村・清野村（現・長野市）、 屋代町・埴生村・杭瀬下村・戸倉村（現・千曲市）、 坂城町、中之条村・南条村（現・坂城町）                         |
| 小県郡 （1町12村）  | 上田町・城下村・川辺村・塩尻村・神川村・神科村・長村・中塩田村・別所村・長瀬村・塩川村・丸子村（現・上田市）、 県村（現・東御市）                              |

### 1921年時点の区域一覧
1921年（大正10年）6月末時点の供給区域は以下の通り。特記のない限り長野県内である。
| 市部 （1市）           | 上田市 |
| 上高井郡 （1町14村）   | 郡内の全町村（現・須坂市・長野市・小布施町・高山村） |
| 下高井郡 （1町15村）   | 中野町・日野村・延徳村・平野村・高丘村・長丘村・平岡村・科野村・倭村（現・中野市）、 夜間瀬村・平穏村・穂波村（現・山ノ内町）、 上木島村・往郷村・穂高村【一部】（現・木島平村）、 瑞穂村（現・飯山市・野沢温泉村）                                                                           |
| 下水内郡 （6村）       | 豊井村・永田村（現・中野市）、 秋津村【一部】・常盤村・外様村・太田村（現・飯山市） |
| 上水内郡 （1町22村）   | 芹田村【一部】・古牧村・三輪村・吉田町・大豆島村・朝陽村・柳原村・長沼村・古里村・若槻村・浅川村【一部】・神郷村・鳥居村（現・長野市）、 中郷村・三水村（現・飯綱町）、 古間村・富士里村・柏原村・信濃尻村（現・信濃町）、 日里村【一部】・栄村【一部】・津和村【一部】・水内村（現・長野市） |
| 更級郡 （2町26村）     | 信級村を除く郡内の各町村（現・長野市・千曲市・坂城町） |
| 埴科郡 （3町14村）     | 郡内の全町村（現・長野市・千曲市・坂城町） |
| 小県郡 （3町30村）     | 和田村を除く郡内の各町村（現・上田市・東御市・長和町・青木村） |
| 新潟県中頸城郡 （1村） | 杉野沢村（現・妙高市） |

- 上記のうち、上水内郡芹田村・古牧村・三輪村・吉田町の4町村は1923年長野市に編入。

### 1936年時点の区域一覧
長野電灯との合併直前にあたる1936年（昭和11年）12月末時点の供給区域は以下の通り。特記のない限り長野県内である。
| 市部 （2市）           | 長野市【一部】、上田市 |
| 上高井郡 （1町13村）   | 郡内の全町村（現・須坂市・長野市・小布施町・高山村） |
| 下高井郡 （1町17村）   | 中野町・日野村・延徳村・平野村・高丘村・長丘村・平岡村・科野村・倭村（現・中野市）、 夜間瀬村・平穏村・穂波村（現・山ノ内町）、 上木島村・往郷村・穂高村【一部】（現・木島平村）、 瑞穂村（現・飯山市・野沢温泉村）、豊郷村【一部】・市川村【一部】（現・野沢温泉村） |
| 下水内郡 （7村）       | 豊井村・永田村（現・中野市）、 秋津村【一部】・常盤村・外様村・太田村・岡山村【一部】（現・飯山市） |
| 上水内郡 （19村）      | 大豆島村・朝陽村・柳原村・長沼村・古里村・若槻村・浅川村【一部】・神郷村・鳥居村（現・長野市）、 中郷村・三水村（現・飯綱町）、 古間村・富士里村・柏原村・信濃尻村【一部】（現・信濃町）、 日里村【一部】・栄村【一部】・津和村・水内村（現・長野市）                 |
| 更級郡 （2町24村）     | 信級村を除く郡内の各町村（現・長野市・千曲市・坂城町） ただし大岡村の一部は除く |
| 埴科郡 （3町14村）     | 郡内の全町村（現・長野市・千曲市・坂城町） |
| 小県郡 （3町29村）     | 和田村を除く郡内の各町村（現・上田市・東御市・長和町・青木村） |
| 北佐久郡 （1村）       | 北御牧村【一部】（現・東御市） |
| 新潟県中頸城郡 （1村） | 杉野沢村（現・妙高市） |

### 備考
- 信濃電気管内に電気鉄道は3社あり、1936年末時点でのこれらに対する電力供給は東信地方の長野電鉄が1,110 kW、上田地域の上田温泉電軌が550 kW、丸子鉄道が300 kWであった[109]。
- 管外の需要家に信越窒素肥料がある。供給電力は1936年末時点で32,000 kW[107]。同社に対する供給地点は新潟県中頸城郡大瀁村（現・上越市）で[107]、同地は本来中央電気の供給区域に含まれる[118]。
- 長野電気発足後、1942年（昭和17年）4月の配電統制令に基づく配電会社設立に際して、長野県は中部配電の配電区域に指定され、長野電気は区域内にある配電設備・需要者屋内設備一切を中部配電へと出資するよう命ぜられた[119]。このとき長野電気の新潟県内供給区域も暫定的に中部配電区域とされたことから[119]、中頸城郡杉野沢村への供給は一旦中部配電に継承されたが、1942年10月の配電区域整理に伴い新潟県側における本来の事業者である東北配電へと移管された[38][120]。

## 発電所

### 関川水系の発電所
信濃電気は、新潟県上越地方を流れる関川水系と、長野県内の北信・東信地方を縦貫する信濃川（千曲川）水系の河川に水力発電所を運転した。発電所数でみると信濃川水系側が多いが、大型発電所は関川水系に集中しており、発電力では関川水系の方が上回る。関川水系の発電所は、上流部、関川が新潟県と長野県の県境となっている部分に位置する。

#### 高沢第一・第二発電所
位置 ： 北緯36度50分46.4秒 東経138度8分59.6秒 / 北緯36.846222度 東経138.149889度

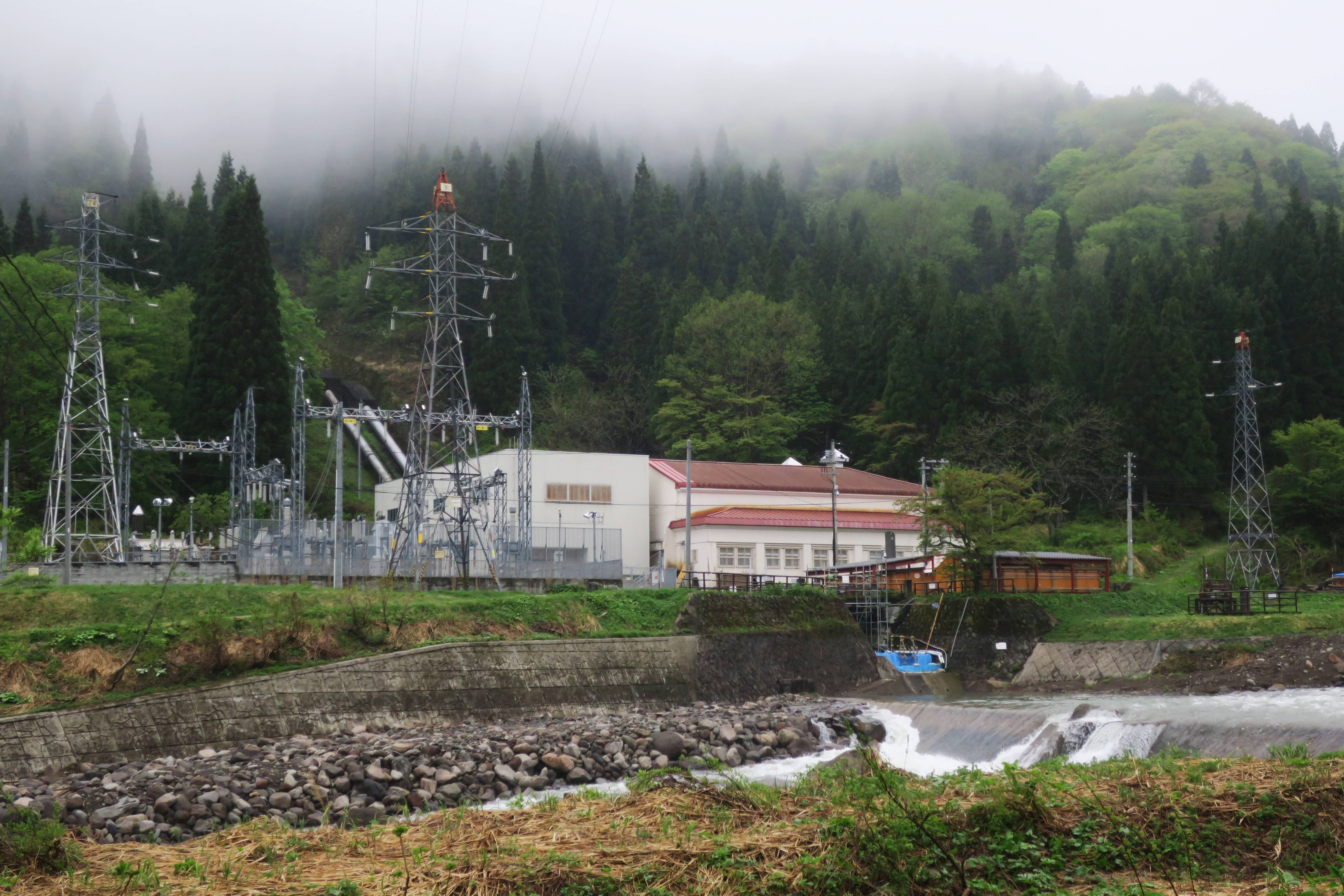
高沢発電所（2018年）

関川水系で中心となる発電所は高沢第一発電所（出力4,050 kW）および高沢第二発電所（出力10,800 kW）である。この2つの発電所は建屋が接続しており外観上は1つの発電所であるが、別個の発電設備を有し、建設時期も異なる。所在地は長野県上水内郡信濃尻村大字野尻字高沢（現・信濃町野尻）。
先に建設されたのは南側の建屋を使用する高沢第一発電所である。信濃川水系の米子発電所に続く信濃電気2番目の発電所であり、1905年（明治38年）9月に着工され、翌1906年（明治39年）7月に竣工、同年8月10日より運転が開始された。高沢第二発電所の完成までは単に「高沢発電所」と称する。最初の発電機数は300 kW機2台。以後1911年（明治44年）に300 kW発電機1台、1912年（明治45年）に1,050 kW発電機1台、1913年（大正2年）に2,000 kW発電機1台と増設が重ねられた。水車（ペルトン水車）は順に米国ペルトン製（2台）・芝浦製作所製・英国ボービング製・フォイト製と製造所が分かれる一方、発電機は5台とも芝浦製作所製で統一されている。
1922年（大正11年）春、高沢第一発電所は火災被害に遭った。その復旧工事はただちに着手され、9月までに2000 kW発電機の復旧が完了、12月には鉄筋コンクリート構造の新建屋が竣工し、翌1923年（大正12年）1月には1,050 kW発電機の復旧工事が終了する。さらに300 kW発電機3台を1,000 kW発電機1台へと改造する工事が同年4月に完了し、高沢第一発電所は焼失前より100 kW増となる出力4,050 kWの発電所として復旧された。1,000 kW機は水車が電業社製、発電機は他と同じ芝浦製である。
高沢第二発電所については第一発電所復旧後の1927年（昭和2年）7月23日より運転を開始した。高沢第一発電所の度重なる増設後も関川の水量に余裕があるため、その再開発として建設された。関川にある第一発電所取水口から上流約4キロメートルさかのぼった場所に別個の取水口を設け、別個の導水路によって第一発電所よりも大きい落差を得て発電する。水車はペルトン水車で、最初の3台がフォイト製、完成翌年に1台追加された予備機が電業社製。発電機は4,000キロボルトアンペア (kVA) 機4台の設置で、いずれも芝浦製。社内の標準周波数は60ヘルツであるが、高沢第二発電所の発電機については周辺に50ヘルツ地域が混在するため50ヘルツ発電にも対応する仕様とされた。発電所出力は当初9,100 kWで、翌1928年（昭和13年）11月の増加許可により10,800 kWとなっている。
高沢発電所を起点とする送電線は、柏原変電所（上水内郡柏原村）へ至る路線と鳥居川第一発電所へ至る路線（2路線ともその先、長野市内の吉田変電所へ繋がる）、新潟県側へ抜けて直江津変電所へと至る路線の3路線が存在した。このうち直江津変電所に繋がる「信越送電線」は亘長41.3キロメートル・最大電圧77キロボルトの送電線で、社内では唯一の電圧40キロボルト以上の送電線でもある。1927年10月に信越窒素肥料への送電用として建設された。

#### 杉野沢発電所
位置 ： 北緯36度51分13.6秒 東経138度11分4.2秒 / 北緯36.853778度 東経138.184500度
関川水系で2番目の発電所は杉野沢発電所（出力5,400 kW）である。高沢発電所から関川を約4キロメートル下った位置にある。高沢発電所とは異なって新潟県側（関川北岸）にあり、当初計画での建設地である中頸城郡杉野沢村（現・妙高市杉野沢）にちなんで杉野沢発電所と称するが、地質上の都合から設計変更されて実際には中頸城郡名香山村大字関川（現・妙高市関川）に建設されている。杉野沢発電所よりも下流側の発電所は中央電気（新潟県）に所属しており、信濃電気が持つ関川水系発電所の中では最下流に位置するといえる。
杉野沢発電所は1919年（大正8年）4月に竣工した。水車は電業社製のフランシス水車2台、発電機は芝浦製3,000 kVA発電機2台を備える。発電所出力は当初から5,400 kW。送電線は柏原変電所とを結ぶ路線と高沢発電所への連絡線の2路線が接続する。

#### 西野発電所
位置 ： 北緯36度50分37.6秒 東経138度6分7.2秒 / 北緯36.843778度 東経138.102000度
1928年7月5日、信濃電気は関川下流に発電所を持つ中央電気との間で、関川最上流部に笹ヶ峰ダムを建設して共同貯水池を設置するという契約を締結した。この笹ヶ峰ダムは翌1929年（昭和4年）10月末に完成し、高さ22メートルのダムにより余水を貯留して夏季は中央電気のため、冬季は信濃電気の常時出力増加のために放流するという運用が始まった。
笹ヶ峰ダムに関連する発電所は西野発電所（出力3,000 kW）という。所在地は新潟県中頸城郡杉野沢村宇棚。笹ヶ峰ダム放水路から直接導水するほか、後述の清水沢発電所の放水も受け入れて発電する。1930年（昭和5年）2月8日より西野送電線とともに運用が開始された。発電設備は三菱造船製のフランシス水車1台と三菱電機製の3,500 kVA発電機1台からなる。発電所出力は建設中に1,800 kWから3,000 kWへと引き上げられた。
なお信濃電気・中央電気が共同建設した笹ヶ峰ダムは1978年（昭和53年）に農林省関川農業利水事業による新しい笹ヶ峰ダムの建設で水没しており、現存しない。

#### 清水沢発電所
位置 ： 北緯36度51分16.7秒 東経138度5分14.8秒 / 北緯36.854639度 東経138.087444度
関川水系で4番目の発電所は清水沢発電所（出力400 kW）である。所在地は杉野沢村宇棚で、「笹ヶ峰牧場」の南側に位置する。関川本流にはなく、清水沢などの渓流の水を人工の「清水ヶ池」に集めて発電する。1930年12月2日より清水沢送電線とともに運用が開始された。
清水ヶ池は下流側発電所のための調整池として運用されており、1日約5時間のピーク需要時（尖頭負荷）に放水しつつ清水沢発電所で発電し、それ以外の時間帯には貯水を行う。そうした運用のため清水沢発電所は常時運転されず長期間停止されることもあった。発電設備はフォイト製フランシス水車1台と芝浦製400 kVA発電機1台からなる。発電所出力は当初から最大400 kWに設定されている。

### 信濃川水系の発電所
5か所の関川水系発電所に対し、信濃川水系の発電所は10か所存在した（ただし、うち1か所は信濃電気時代に廃止）。いずれも長野県内で、信濃川（千曲川）本流ではなく支流に位置する。下表に発電所出力・所在地・運転開始年月をまとめた。
| 発電所名   | 出力 (kW)    | 所在地                                      | 河川名           | 運転開始年月                 |
| ---------- | ------------ | ------------------------------------------- | ---------------- | ---------------------------- |
| 武石       | 200          | 小県郡武石村上本入 （現・上田市武石上本入） | 依田川支流武石川 | 1926年5月                    |
| 横沢第一   | 400 →840     | 小県郡長村 （現・上田市真田町長）           | 神川             | 1910年11月                   |
| 横沢第二   | 280          | 小県郡長村 （現・上田市真田町長）           | 神川             | 1928年12月                   |
| 畑山       | 60 →220      | 小県郡神科村 （現・上田市上野）             | 神川             | 1902年8月                    |
| 鳥居川第三 | 2,000        | 上水内郡柏原村 （現・信濃町柏原）           | 鳥居川・赤滝     | 1928年6月                    |
| 鳥居川第二 | 2,000        | 上水内郡柏原村 （現・信濃町柏原）           | 鳥居川           | 1928年6月                    |
| 鳥居川第一 | 1,000 →1,500 | 上水内郡柏原村 （現・信濃町柏原）           | 鳥居川・大沢     | 1925年12月                   |
| 鳥居川第四 | 670          | 上水内郡柏原村 （現・信濃町柏原）           | 鳥居川           | 1930年4月                    |
| 米子       | 120          | 上高井郡仁礼村米子 （現・須坂市米子）       | 米子川           | 1903年12月 （1923年4月廃止） |
| 樽川       | 960 →1,700   | 下高井郡上木島村 （現・木島平村上木島）     | 倉下川・樽川     | 1923年8月                    |

備考
- 上記10か所のうち、武石発電所は武石電力興業、横沢第一・畑山両発電所は上田電灯によってそれぞれ建設された[25][44]。
- 発電所出力の変更は以下の通り。
  - 横沢第一発電所は1929年8月に400 kWから840 kWへ変更[25]（出力増加工事の完了による[127]）。
  - 畑山発電所は1904年4月に60 kWから120 kWへ変更[25]。その後一旦65 kWとなるが（1921年時点では65 kW[65]）、1925年3月に220 kWへの増強工事が竣工した[82]。
  - 鳥居川第一発電所は1929年6月に1,000 kWから1,500 kWへ変更[25]（出力増加工事の完了による[127]）。
  - 樽川発電所は1930年11月に960 kWから1,760 kWへ変更[25]。

### 電力国家管理に伴う処理
長野電気発足後、1940年代から始まった電力国家管理強化に際して、長野電気の発電所は発送電事業を全国規模で担う日本発送電および中部地区の配電事業を担う中部配電の2社へと分割継承された。
旧信濃電気の発電所に関しては、関川水系の5発電所（高沢第一・高沢第二・杉野沢・西野・清水沢）は1942年4月に関連する送電線とともに日本発送電へと出資された。これ以後、高沢第一・第二両発電所は「高沢発電所」という単一の発電所として扱われている。これらの関川水系の発電所は1951年（昭和26年）の電気事業再編成で東北電力へと引き継がれた。東北電力継承分のうち、清水沢発電所は同社の小水力発電所運転見直しの方針によって1969年（昭和44年）に廃止されており、現存しない。
その一方、信濃川水系の9発電所（鳥居川第一 - 第四と武石・横沢第一・横沢第二・畑山・樽川）は1942年4月に中部配電へと出資された。これらは続く電気事業再編成によりすべて中部配電から中部電力へと移管されている。そのうち畑山発電所は1966年（昭和41年）5月に廃止されており、これも現存しない。

## 人物

### 社長
信濃電気では設立から解散までの34年間に以下の4名が取締役社長を務めた。なお代表取締役制は採用されていない。
初代・3代 - 越寿三郎
- 在任期間 ： 1903年 - 1907年・1913年 - 1930年

1903年5月の会社設立とともに社長就任。須坂町を代表する製糸家であり、「山丸組」の屋号で製糸業を経営し、生糸の共同販売組織である製糸結社「俊明社」の社長も務める。家業多忙のため1907年に一旦信濃電気の社長職を退く（取締役には留任）が、役員録によると1913年には社長へ復帰しているのが確認できる。
1930年4月30日の取締役任期満了をもって信濃電気取締役社長から退いた。
2代 - 小野木源次郎
- 在任期間 ： 1907年 - 1912年

1907年越寿三郎に代わって社長就任（取締役就任も同年）。福島県若松市の人物で、直前まで広島県警察部長を務めていた。長野県でも県警務部長を務めた時期がある。1912年12月17日付で信濃電気取締役から退き、直後に若松市長となった。
4代 - 名取和作
- 在任期間 ： 1930年 - 1931年

1930年4月30日の改選にて取締役に新任され、社長に選出。東京の実業家で、富士電機製造（現・富士電機）社長や東邦電力取締役などを務める。
1931年5月25日付で信濃電気社長を辞任したが、長野電灯との合併まで取締役には留まった。
5代 - 小坂順造
- 在任期間 ： 1931年 - 1937年

1931年5月25日付で取締役に補選され、同時に社長選出。以後長野電灯との合併まで社長に在任した。長野電灯創業者小坂善之助の長男で、1923年から同社社長を務める。政治家として1912年から衆議院議員、1932年からは貴族院多額納税者議員を務めており、濱口内閣の拓務政務次官在職中（1929年7月 - 1931年4月）は会社役員から離職していた。1931年7月に長野電灯社長へ復帰し、合併まで信濃電気・長野電灯両社の社長を兼ねた。

### 副社長
取締役副社長の経験者は以下の2名である。
初代 - 丸山盛雄

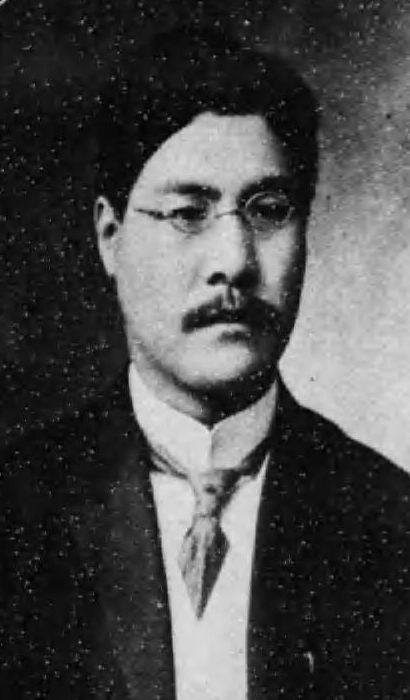
初代副社長丸山盛雄

- 在任期間 ： 1913年 - 1919年頃

1913年1月取締役に補選。同年の役員録には越寿三郎の下で副社長を務めるとある。南安曇郡豊科町（現・安曇野市）出身の人物で、元長野県会議員。信濃電気副社長を機に長野市内へ転居した。1919年7月六十三銀行常務取締役に就任しており、翌年の役員録では信濃電気副社長から外れている。取締役には長野電灯との合併まで留まった。
2代 - 小田切磐太郎
- 在任期間 ： 1919年頃 - 1930年

1919年10月取締役に補選。翌1920年初頭時点の役員録に副社長を務めるとある。越寿三郎の従弟にあたる人物で、官選県知事を退官後、越の後援で衆議院議員となっていた。
名取が社長となった1930年4月の取締役改選後も取締役副社長を務めたが、同年12月30日付で取締役から退いた。翌1931年4月23日の総会で監査役に選出され、長野電灯との合併まで監査役を務めている。

### 常務
常務取締役の経験者は以下の2名である。
初代 - 高橋武太郎
- 在任期間 ： 1913年頃 - 1919年

1905年取締役に就任。1913年の役員録では常務取締役を務めるとある。1899年東京帝国大学工科大学電気工学科卒の技術者で、1903年8月信濃電気に入社し技師長となった。
杉野沢発電所完成を区切りとして、1919年5月に取締役を辞任した。その後は大正電気製錬所（後の信濃電気製錬）を起業し社長となった。
2代 - 花岡俊夫
- 在任期間 ： 1930年 - 1937年

1930年4月30日の改選にて取締役に新任され、常務に選出。花岡次郎の婿養子で、小坂順造の義甥にあたる。長野電灯との合併まで常務取締役に在職した。

### 取締役

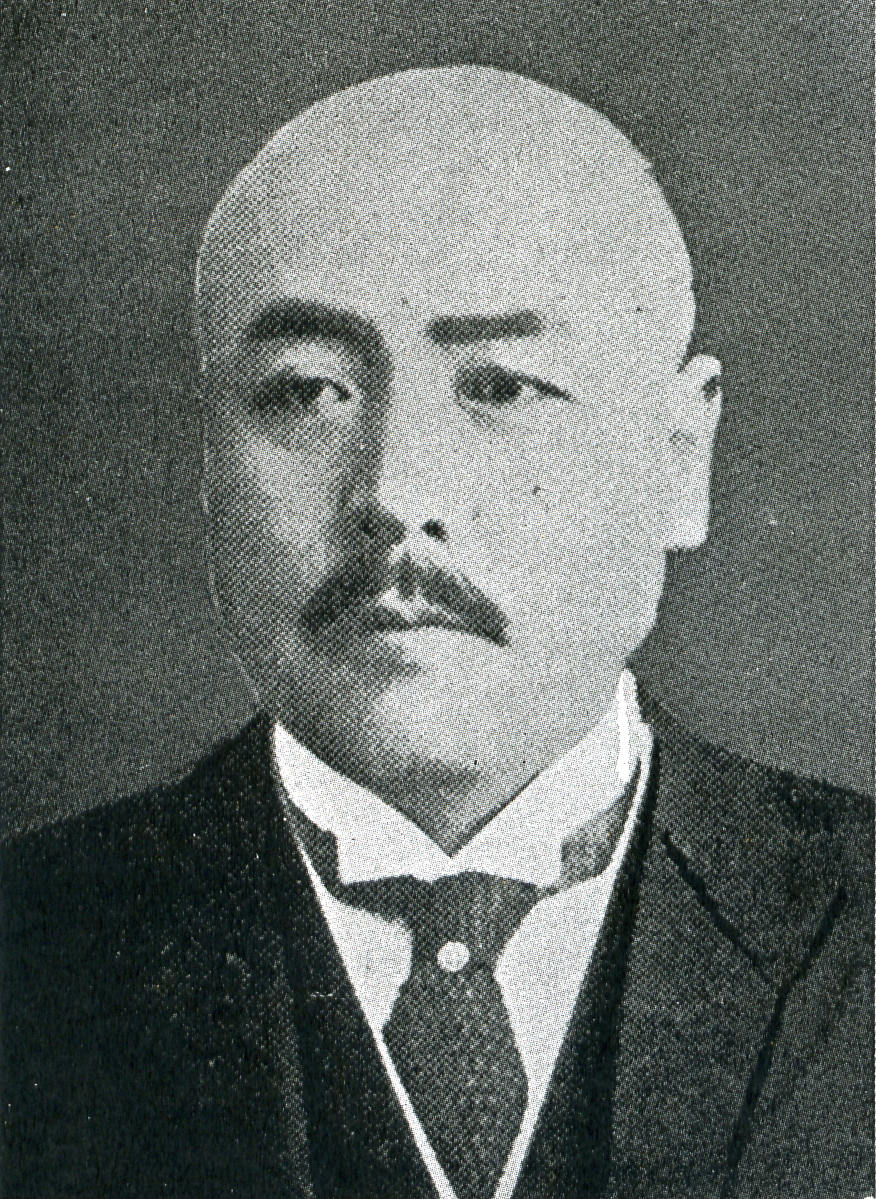
会社設立から27年間役員を務めた小林暢

1922年（大正11年）以降に取締役（社長・副社長・常務は含まず）を務めた人物は以下の9名である。
- 小林暢 ： 会社設立時に監査役就任[1]。1910年取締役に転任し[142]、1930年4月取締役退任[77]。更級郡信田村の資産家、六十三銀行頭取[143]。
- 小島大治郎 ： 1911年就任[144]、1929年8月在任のまま死去[76]。上田市の鋳物製造業[145]、上田温泉電軌社長[146]。
- 西沢喜太郎 ： 1916年10月就任[147]、1936年4月退任[3]。長野市の書籍商、長野農工銀行・長野貯蓄銀行頭取[148]。
- 飯島正一 ： 1921年10月就任[149]。更級郡中津村の資産家飯島正治の長男で、六十三銀行常務のち八十二銀行常務・副頭取[150]。
- 越泰蔵 ： 1922年10月就任[23]、1930年4月退任[77]。越寿三郎の次男で製糸業「山丸組」を継ぐ（1925年）[137]。
- 工藤善助 ： 1929年10月監査役から転任[74]、1930年4月退任[77]。小県郡丸子町の実業家、信濃絹糸紡績・丸子鉄道社長[151]。
- 諏訪部庄左衛門 ： 1930年4月就任[77]。長野電灯役員（小坂順造不在時の1929 - 1931年に社長、以後副社長）[99]。
- 児玉衛一 ： 1930年4月就任[77]。小県郡和村の農家[152]。
- 大岩復一郎 ： 1936年4月就任[3]。1919年東京帝国大学工学部電気工学科卒の技師で、台湾電力技師を経て信濃電気に技術部長として入社した[153]。取締役兼支配人・技師長[154]。

1937年3月の長野電灯との合併まで在任した取締役は、小坂順造（社長）・花岡俊夫（常務）・丸山盛雄・飯島正一・名取和作・諏訪部庄左衛門・児玉衛一・大岩復一郎の7名。諏訪部を除いて合併による新会社・長野電気でも役員を務めている。

### 監査役
長野電灯との合併時に在職していた監査役は以下の4名である。
- 越六郎 ： 花岡次郎の実弟で越寿三郎の娘婿[137]。
- 横田文五郎 ： 長野市の陶器商[155]。
- 小田切磐太郎 ： 元副社長（上記参照）。
- 小坂武雄 ： 小坂順造の弟、長野電灯取締役・信濃毎日新聞常務[156]。